# دوریس کاروا
دوریس کاروا (استونیایی: Doris Kareva؛ زادهٔ ۲۸ نوامبر ۱۹۵۸) شاعر و مترجم اهل استونی است. او به عنوان رئیس کمیسیون ملی استونی در یونسکو خدمت می‌کند. وی فرزند هیلار کاروا آهنگساز استونیایی است.